# Boursières
Boursières település Franciaországban, Haute-Saône megyében. Lakosainak száma 59 fő (2022. január 1.). Boursières Pontcey, Clans, Aroz, Mont-le-Vernois és Velle-le-Châtel községekkel határos.

## Népesség
A település népességének változása:
| Lakosok száma | 62   | 58   | 59   | 57   | 59   | 60   | 62   | 61   | 59   |
|               | 2013 | 2015 | 2016 | 2017 | 2018 | 2019 | 2020 | 2021 | 2022 |